# Mauro Bolognini
Mauro Bolognini (Pistoia, 28 de junio de 1922-Roma, 14 de mayo de 2001) fue un director de cine italiano, famoso por sus comedias y por sus adaptaciones de obras literarias para la gran pantalla (entre otros, adaptó títulos de Alberto Moravia, Italo Svevo o Vitaliano Brancati).
Se licenció en Arquitectura en la Universidad de Florencia. Después se trasladó a Roma y se matriculó en el Centro Sperimentale di Cinematografía, donde hizo los cursos de escenografía. Su carrera, sin embargo, se decantará por la dirección. Trabajó como ayudante con Luigi Zampa y, en Francia, con Yves Allégret y Jean Delannoy.

## Primeras comedias (1953-1959)
En 1953 dirigió su primera película, Ci troviamo in galleria, en la que actuaron dos grandes estrellas del cine italiano: Alberto Sordi y Sophia Loren.
Posteriormente rodará dos comedias para lucimiento del actor Totò: Guardia, guardia scelta, brigadiere e maresciallo (1956) y Arrangiatevi! (1959).

## Adaptaciones literarias de corte social
Su carrera dará un giro cuando colabora con los escritores Alberto Moravia y Pier Paolo Pasolini, quienes le inspirarán para crear La notte brava (1959) y La giornata balorda (1960). 
Bolognini reflejará asuntos tan delicados como la impotencia sexual en Il bell'Antonio (1960, adaptación de la novela homónima de Vitaliano Brancati) o el deseo incestuoso en Agostino (1962), a partir de un texto de Alberto Moravia. 
En La viaccia (1961) adapta la obra de Mario Pratesi y lo hace con un suntuoso estilo casi viscontiano para reflejar los paisajes de la Toscana, interpretado por Jean-Paul Belmondo y Claudia Cardinale. El filme fue presentado en el Festival de Cannes (Francia). Ganó dos premios Nastri D’Argento en 1962, por Mejor Vestuario y Mejor Escenografía.
Otro tanto sucede con el Trieste que aparece en Senilità (1962) (adaptación de la novela homónima de Italo Svevo) o la Florencia humbertina de Metello (1970), basada en el texto de Vasco Pratolini. 
Este estilo personal se manifiesta también en películas como L'assoluto naturale (1969), Libertad, amor mío (1973), Hechos de gente de bien (1974), L'eredità Ferramonti (La herencia Ferramonti) (1976), La storia vera della signora delle camelie (1981) y La villa del venerdì (1991).
Claudia Cardinale desborda pasión en la película Libertad, amor mío (1973), donde aborda muy bien su papel, intensa mujer casada con un hombre que sufrirá las consecuencias del carácter fuertemente anarquista y revolucionario de su mujer, Líbera Valente, siempre rebelde y vestida de rojo. La mítica actriz italiana nos convence del intenso sentir revolucionario de su personaje, hija de un anarquista y  heredera de su incontenible impulso liberador, sirve de retrato de la Italia disconforme de esos años en lucha contra los opresores fascistas, aunque desventuradamente muera producto de balas fascistas al final.
L'eredità Ferramonti (La herencia Ferramonti), es una película de Bolognini dirigida en 1976. La película es adaptación de una novela de Gaetano Carlo Chelli. Ambientada en la Roma del rey  Umberto I, entre el final de  1800 y principios de  1900, cuenta la ambigüedad, subterfugios y calculadas maquinaciones de una joven ambiciosa, quien por medio del matrimonio pasa a formar parte de una acomodada familia de la burguesía romana, pretendiendo subir de status gracias a su vinculación con distintos miembros de la familia, hasta ser desenmascarada. Película de gran tensión dramática, con una óptima interpretación de  Dominique Sanda. La cinta estuvo en competición oficial en el  Festival de Cannes de  1976, donde la actriz francesa Dominique Sanda obtuvo el premio a la Mejor interpretación femenina.
La verdadera historia de La dama de las camelias, o La storia vera della signora delle camelie es otra película destacada de Bolognini, adaptando la novela de Alejandro Dumas (hijo) denominada La dama de las camelias, adonde retrata la desventurada historia del póstumo enamoramiento de una prostituta parisina tuberculosa, que luego diera inspiración a la ópera de Verdi denominada La Traviata. Excelentes actuaciones de Isabelle Huppert, Gian Maria Volonté y Bruno Ganz.

## Gran bollito
La película que se aparta notablemente de la temática literaria y del estilo general de humor o de indagación psicológica de Bolognini es su película Gran bollito (1977), protagonizada por Shelley Winters y Max von Sydow, en la que narra un suceso criminal real: los asesinatos que una jabonera de Correggio, Leonarda Cianciulli, realizó entre 1939 y 1940, cuando mató, descuartizó e hirvió a tres mujeres. En este caso, el estilo avanza hacia el grotesco, no sólo en las interpretaciones, sino por el desempeño de roles femeninos y masculinos de tres reconocidos actores.

## Filmografía
La versión española de los títulos procede de la página de FilmAffinity.
- 1953: Ci troviamo in galleria
- 1954:  I cavalieri della regina
- 1955:  La vena d'oro
- 1955:  Gli innamorati
- 1955:  Guardia, guardia scelta, brigadiere e maresciallo
- 1956  I tre moschettieri. Serie TV. (Episodios desconocidos)
- 1957:  Marisa la civetta
- 1958:  Giovani mariti
- 1959:  La notte brava
- 1959:  Arrangiatevi!

- 1960:  Il bell'Antonio [«El bello Antonio»], basada en la novela homónima.
- 1960:  La giornata balorda (Un día de locura)
- 1961:  La viaccia  [«La viaccia»]
- 1962:  Senilità  [«Senilidad»]
- 1962:  Agostino  [«Agostino»]
- 1963:  La corruzione  [«La corrupción»]
- 1964: La mia signora. Episodios "I miei cari" y "Luciana" [«Mi señora»]
- 1964:  La donna è una cosa meravigliosa. Episodios "Una donna dolce, dolce" y "La balena bianca"
- 1964:  Le bambole. Episodio "Monsignor Cupido" [«Las cuatro muñecas»]
- 1965:  I tre volti. Episodio "Gli amanti celebri" [«Tres perfiles de mujer»]
- 1965:  Madamigella di Maupin  [«Mademoiselle de Maupin»]
- 1966:  Le fate . Episodio "Fata Elena" [«Las cuatro brujas»]
- 1967:  Le streghe. Episodio "Senso civico" [«Las brujas»]
- 1967:  L'amore attraverso i secoli/Le plus vieux métier du monde. Episodio "Notti romane" [«El oficio más viejo del mundo»]
- 1967:  Arabella [«Arabella»]
- 1967:  Capriccio all'italiana . Episodios "Perché?" y "La gelosa"
- 1969:  L'assoluto naturale
- 1969:  Un bellissimo novembre
- 1970:  Metello
- 1971:  Bubù  [«Bubú de Montparnasse»]
- 1972:  Imputazione di omicidio per uno studente [«Proceso a un estudiante acusado de homicidio»]
- 1973:  Libera, amore mio...  [«Libertad, amor mío»]
- 1974:  Fatti di gente per bene  Hechos de gente de bien
- 1975:  Per le antiche scale  [«Por las antiguas escaleras»]
- 1976:  L'eredità Ferramonti  [«La herencia Ferramonti»]
- 1977:  Gran bollito  [«Sólo Dios sabe la verdad»]
- 1978:  Dove vai in vacanza? Episodio "Sarò tutta per te" [«Vicios de verano»]
- 1981: La storia vera della signora delle camelie
- 1981:  La certosa di Parma. Miniserie TV.
- 1985:  La venexiana  La veneciana»]
- 1986:  Mosca addio  [«Adiós, Moscú»]
- 1987:  Imago urbis
- 1988:  Gli indifferenti. Miniserie TV.
- 1989: 12 registi por 12 città [«12 directores para 12 ciudades»], Episodio "Palermo"
- 1991:  La villa del venerdì  [«La villa de los viernes»]
- 1995:  La famiglia Ricordi. Miniserie TV.

## Premios y distinciones
Festival Internacional de Cine de San Sebastián
| Año  | Categoría                            | Película               | Resultado |
| ---- | ------------------------------------ | ---------------------- | --------- |
| 1962 | Concha de Plata a la mejor dirección | Senilidad              | Ganador   |
| 1966 | Concha de Plata a la mejor dirección | Mademoiselle de Maupin | Ganador   |

- 1960: Leopardo de Honor del Festival Internacional de Cine de Locarno por Il bell'Antonio.
- 1975: Premio David de Donatello de la Academia del cine italiano a la Mejor Película, por Fatti di gente per bene.
- 1999: Premio David de Donatello de la Academia del cine italiano en reconocimiento a su carrera.